# 巴雷特M98狙擊步槍
巴雷特M98（英語：Barrett Model 98）是一枝由美国槍械製造商巴雷特所研製和生產的氣動式操作半自動樣品狙擊步槍。發射.338拉普麥格農（8.6×70毫米或8.58×70毫米）或.416巴雷特（10.5×83毫米或10.52×83毫米）口徑步枪子彈。

## 歷史
它最初是在1998年於内华达州的拉斯维加斯的SHOT Show之中展出，但因為巴雷特M99狙击步枪的出現而從未投入生產。而最後此槍的地位亦被手動操作的巴雷特M98B狙擊步槍所取代。

## 設計細節
巴雷特M98是一枝輕型，氣動式、半自動操作設計的狙擊步槍，其設計同時適合軍隊和執法單位的狙擊手。發射.338 Lapua Magnum口徑步枪子彈的它填補了在傳統的7.62×51毫米和12.7×99毫米（.50 BMG）兩種口徑的彈藥之間的差距。M98採用一種非常類似於傳統的手動操作步槍。該機匣和其他的步槍相比是比較沉重，但儘管如始仍然是輕於其他相同大小的步槍。槍管和機匣都是使用一種重量較輕的铝製造，這是因為比其他金属更大的密度和便宜的價格，而槍托則採用玻璃钢增強聚合物塑料，以減輕重量。
這種氣動式系統是獨立分開安裝於槍管以外，因此就算槍管和槍托並不是一條直線，槍管都能夠有效地代替槍托以單獨吸收振動時的質量。發射後產生的高壓火藥燃氣會利用導流被引導至操作系統，在推動活塞後其連桿會在一條輕量的導管內向後運動，推動槍機。而連接槍托和槍機的復進桿和復進桿會推動槍機把下一發送至膛室內。設計堅硬的機匣和獨立操作的槍管系統都有效提高了準確性。而吸收不少後座力的原因不但是槍支本身的重量和其氣動式系統本身，而且和巴雷特M82相近的高效率專用雙膛直角箭頭形（Ｖ形）制動器。在M98的機匣頂部還裝備了一條軍用級標準的MIL-STD-1913戰術導軌，安裝在钢製機匣上方。
巴雷特亦設計和推出了.416口徑彈藥給巴雷特M98使用，這是因為“子彈越大，速度就越快／飛得越遠”（英文：The Bigger the bullet, the faster/farther it goes）的理論。巴雷特推出了全美國相當先進的彈藥。.416 Barrett的口徑體積較.50 BMG小，初速亦較.50 BMG高，以及改進其彈道系數，使其貫穿力和有效／最大射程較一般步槍為佳。

## 資料來源
1. ↑  .   [2009-08-25]. （原始内容存档于2010-02-07）.

## 外部連結
- （英文）—Janes （页面存档备份，存于）
- （英文）—GUNSLOT
- （简体中文）—D Boy Gun World（槍炮世界）—Barrett M98 （页面存档备份，存于）